# Saül
Saül (hebreu: שאול בן-קיש, Sha'ul ben Qysh‎) va ser, segons els Llibres de Samuel de la Bíblia, el primer dels reis d'Israel. Va regnar entre 1050 i 1010 a.n.e. segons la cronologia tradicional, o entre 1117 i 1077 a.n.e. segons la cronologia bíblica.

## Orígens i entronització
Saül procedia d'una família pròspera de la tribu de Benjamí. Era un home ben plantat i més alt que els altres de la seva nació, als que sobrepassava d'espatlles cap amunt; posseïa gran força física i agilitat. La seva esposa es deia Ahinoam. Saül va tenir al menys set fills: Jonatan, Malquixua, Abinadab, Ixbóixet, Armoní i Mefibóixet, així com dues filles: Merab i Mical. Abner, que possiblement era oncle del rei Saül, va ser cap de l'exèrcit israelita.
El jove Saül va viure durant un temps turbulent de la història d'Israel. L'opressió filistea havia reduït la nació a la indefensió militar, i els ammonites amenaçaven amb l'agressió. Per tot plegat, els israelites van demanar a Samuel un rei com tenien les altres nacions. Això, aparentment, els donava més seguretat. Saül va ser l'escollit a Mispà de Benjamí.

## Primers anys de regnat
Poc després de ser entronitzat, els ammonites van exigir la rendició d'Israel. Ràpidament, Saül va reunir un exèrcit de 330.000 homes i el va portar a la victòria. Aquesta victòria va resultar en l'enfortiment de la seva posició com a rei.
Després va atacar els filisteus. Va escollir a 3.000 israelites, va posar a 2.000 d'ells sota el seu comandament i els restants sota el del seu fill Jonatan. El seu fill va vèncer una guarnició filistea i, com a resposta, els filisteus van organitzar un gran exèrcit a Micmàs. En aquest moment, va haver-hi una topada entre Saül i Samuel per la manera com se devien d'oferir els sacrificis d'animals. Saül ho volia fer a la seva manera i no com establia la Llei mosaica. Finalment, els israelites van guanyar la guerra, tot i que patint molt.
Durant tot el seu regnat, Saül va guerrejar contra els filisteus i altres pobles, com els moabites, els ammonites, els edomites i els amalequites. Se'n va anar sortint de totes, però mai va tenir un govern fort i amb volada. A més, la seva relació amb Samuel es va deteriorar tant, que es va trencar definitivament.

## Saül i David
Els constants conflictes amb els pobles veïns i la mala relació amb Samuel, el jutge i profeta amb la millor reputació del país, va ocasionar un estat anímic depriment en Saül. Per recomanació d'un dels seus servidors, Saül va sol·licitar que David, un jove de la tribu de Judà que tocava l'arpa, fos el músic de la seva cort per tal de calmar-lo quan es trobava malament.
Aleshores, els filisteus van tornar amenaçar la seguretat d'Israel. En aquesta ocasió van usar el seu millor guerrer, Goliat, i van invitar els israelites perquè li busquessin un oponent. Qui guanyés, guanyaria la guerra i dominaria a l'altre. Per sorpresa de tots, David es va oferir i va matar Goliat amb la seva fona. Saül li va donar un càrrec important a l'exèrcit i la seva filla Mical com a esposa, però com que David era cada cop més estimat i lloat, Saül va començar a envejar-lo i odiar-lo, fins al punt d'intentar treure-li la vida. Finalment, David va fugir amb l'ajuda de Jonatan (un fill de Saül molt amic seu) i de la seva esposa Mical.
Durant anys Saül va perseguir David de totes les maneres possibles, sense aconseguir enxampar-lo mai. Va ser en la batalla de Guilboa contra els filisteus que Saül va quedar malferit i es va acabar de matar ell mateix clavant-se la seva pròpia espasa. David va ser anomenat rei de Judà i Ixbóixet, fill de Saül, es va proclamar rei de la resta de les tribus, però en dos anys ja li havien assassinat i David es va convertir en rei de tot Israel.